# Première circonscription de la préfecture de Miyazaki
La première circonscription de la préfecture de Miyazaki (宮崎県第1区, Miyazaki-ken dai-ikku) est l'une des trois circonscriptions législatives que compte la préfecture de Miyazaki au Japon. Cette circonscription comptait 355 024 électeurs en date du 1er septembre 2021.

## Description géographique
La première circonscription de la préfecture de Miyazaki correspond à la ville de Miyazaki et au district de Higashimorokata.

## Députés
| Législature | Début de mandat | Fin de mandat | Député élu               |  | Parti politique |
| ----------- | --------------- | ------------- | ------------------------ |  | --------------- |
| 41e         | 1996            | 2000          | Nariaki Nakayama         |  | PLD             |
| 42e         | 2000            | 2003          | Nariaki Nakayama         |  | PLD             |
| 43e         | 2003            | 2005          | Nariaki Nakayama         |  | PLD             |
| 44e         | 2005            | 2009          | Nariaki Nakayama         |  | PLD             |
| 45e         | 2009            | 2012          | Hidesaburō Kawamura (ja) |  | SE              |
| 46e         | 2012            | 2014          | Shunsuke Takei (ja)      |  | PLD             |
| 47e         | 2014            | 2017          | Shunsuke Takei (ja)      |  | PLD             |
| 48e         | 2017            | 2021          | Shunsuke Takei (ja)      |  | PLD             |
| 49e         | 2021            | -             | Sō Watanabe (ja)         |  | PDC             |